# Joanna Angel
Joanna Angel (født 1980 i Brooklyn, New York, USA) er en kvindelig pornomodel, instruktør, forfatter og tidligere striptease danser.

## Baggrund
Joanna voksede op i en ortodoks jødisk familie, men gik i en offentlig high school. Efter færdigørelse af high school som 17 årig, blev hun optaget på Rutgers University i New Jersey hvor hun tog en bachelor i engelsk litteratur med bifag i film.
Efter endt skolegang startede hun internetsiden BurningAngel, med porno i samme stil som den populære SuicideGirls, men med mere nærtgående billedemateriale.

## Filmografi
- The XXXorcist (2006) (Model)
- Ass Angels 5 (2006) (Model)
- Cum On My Tattoo (2006) (Instruktør, model)
- Lewd Conduct 27 (2006) (Model)
- Mouth 2 Mouth 6 (2006) (Model)
- Virgin Territory (2006) (Model)
- 2wice As Nice (2005) (Model)
- BurningAngel.com – The Movie (2005) (Instruktør, model)
- Fuck Dolls 7 (2005) (Model)
- Gothsend 4 (2005) (Model)
- House of Ass (2005) (Model)
- Intimate Strangers (2005) (Model)
- Joanna's Angels (2005) (Director, Model)
- Joanna's Angels 2: Alt Throttle (2005) (Instruktør, model)
- Kill Girl Kill 3 (2005) (Model)
- Neu Wave Hookers (2005) (Model)
- Re-Penetrator (2005) (Model)
- Young Ripe Mellons 8 (2005) (Model)
- Young Sluts, Inc 19 (2005) (Model)